# 奥﨑海斗
奥崎 海斗（おくざき かいと、1998年〈平成10年〉10月18日 - ）は、日本の男性シンガーソングライター、俳優、声優、ラジオDJ。神奈川県横浜市出身。

## 来歴
1998年、神奈川県横浜市出身。
2020年、男性ボーカルグループFirst placeを脱退。ソロのシンガーソングライターとして活動を開始。
2021年4月16日、自身のYouTubeにオリジナル楽曲「いまさら」のミュージックビデオを公開。同年8月25日に1st digital EP「いまさら - EP」をリリースし、本格始動。
2022年、アニメ「越後幕府」の主題歌「能天気」をリリース。同アニメ内では初の声優にも挑戦した。
2023年10月、地元横浜のFMラジオ放送局FMヨコハマ「U-MORE!」にて、毎月第二金曜日20時〜レギュラーコーナ「JAMPOP」のラジオパーソナリティーを担当。
2024年3月、デジタルシングル「横恋慕」をリリース。自身初となる全国5ヶ所でのリリースツアーを開催。

## ディスコグラフィ
デジタルシングル
| 配信日        | タイトル     | 規格                   |
| ------------- | ------------ | ---------------------- |
| 2022年3月11日 | 常夜灯       | デジタル・ダウンロード |
| 2022年4月29日 | 能天気       | デジタル・ダウンロード |
| 2023年3月24日 | 君バカ       | デジタル・ダウンロード |
| 2023年9月8日  | 201号室      | デジタル・ダウンロード |
| 2024年3月15日 | 横恋慕       | デジタル・ダウンロード |
| 2024年8月30日 | 終夏         | デジタル・ダウンロード |
| 2025年4月11日 | ミミジャック | デジタル・ダウンロード |

デジタルEP
| 配信日        | タイトル          | 規格                   |
| ------------- | ----------------- | ---------------------- |
| 2021年8月25日 | いまさら - EP     | デジタル・ダウンロード |
| 2022年5月25日 | フウリンソウ - EP | デジタル・ダウンロード |

## ミュージックビデオ
| 公開日        | 曲名           | 監督     | 備考                                      |
| ------------- | -------------- | -------- | ----------------------------------------- |
| 2021年4月16日 | いまさら       |          | 出演：奥崎海斗                            |
| 2021年5月28日 | わかってる     |          | 出演：奥崎海斗                            |
| 2021年12月7日 | ある晴れた朝   |          | イラスト：midori                          |
| 2022年4月29日 | 能天気         |          |                                           |
| 2022年5月25日 | フウリンソウ   |          | 出演：奥崎海斗                            |
| 2022年6月8日  | 思わせぶり返し |          | 出演：奥崎海斗                            |
| 2023年3月24日 | 君バカ         |          | 出演：きたい あや                         |
| 2023年9月8日  | 201号室        | 奥﨑海斗 | 出演：雪 七美 編集：WORLD FAMOUS          |
| 2024年3月15日 | 横恋慕         | 奥﨑海斗 | 出演：平山由梨 編集：WORLD FAMOUS         |
| 2025年4月11日 | ミミジャック   |          | 出演：奥崎海斗 宮路遥香 城ノ菜月 櫻井りこ |

## ライブ

### ワンマンライブ・自主企画イベント
| 開催日                         | 会場                                                                   | タイトル                                                           |
| ------------------------------ | ---------------------------------------------------------------------- | ------------------------------------------------------------------ |
| 2023年9月28日                  | shibuya eggman                                                         | 奥﨑海斗 Presents. 「東京水割り」                                  |
| 2023年11月9日                  | shibuya eggman                                                         | 奥﨑海斗 Presents. 「東京ソーダ割り」                              |
| 2023年12月15日 - 2024年4月14日 | 横浜ビブレ                                                             | 奥﨑海斗 Monthly Live「帰省ライブ 〜店内BGMだけじゃ終われない〜 」 |
| 2024年3月20日 - 4月17日        | 名古屋 sunset BLUE 福島 Player’s Cafe 千葉LOOK MUSE BOX shibuya eggman | 奥﨑海斗「横恋慕」Release tour                                     |
| 2024年10月18日                 | Murffin STUDIO                                                         | 奥﨑海斗Presents.「東京独酌」                                      |
| 2025年5月25日 - 2025年10月18日 | 下北沢Laguna(10月18日のみ下北沢Daisy barにてワンマンライブ)            | 奥崎海斗Monthly live「シェアートハウス」                           |

### フェス・サーキット
- 2022年6月5日 - SAKAE SP-RING 2022
- 2023年4月15日 - アコースティックフェスティバル
- 2023年4月16日 - KNOCKOUT FES 2023 spring
- 2023年5月28日 - RE:LIGHT FES 2023
- 2023年6月3日 - SAKAE SP-RING 2023
- 2023年6月18日 - FREEDOM NAGOYA 2023 -EXPO-
- 2023年7月30日 - MIKKE!! MIKKE!! MIKKE!! 2023
- 2023年9月18日 - TOKYO CALLING 2023
- 2023年10月15日 - 心臓爆発CIRCUIT 2023
- 2023年10月28日 - 武蔵野音楽祭
- 2023年12月29日 - Laguna countdown day 12/29
- 2024年4月13日 - KNOCKOUT FES 2024 spring
- 2024年5月14日 - OSAKA MUSE pre. GREEN FESTIVAL ’24 DAY1
- 2024年5月26日 - ハマフェスY165
- 2024年6月2日 - SAKAE SP-RING 2024
- 2024年7月28日 - MIKKE!! MIKKE!! MIKKE!! 2024
- 2024年10月14日 - FM802 MINAMI WHEEL 2024

## タイアップ
| 起用年 | 曲名   | タイアップ               |
| ------ | ------ | ------------------------ |
| 2022年 | 能天気 | アニメ「越後幕府」主題歌 |

## 出演
テレビドラマ
- 大奥（2023年1月10日 - 、NHK ドラマ10）

映画
- HiGH&LOW THE WORST X（2022年9月9日公開、松竹）

舞台
- ズッキュン娘主催 第12回公演『夢で逢いま笑』（2018年5月10日 - 20日、吉祥寺シアター）
- 萩本企画主催 時速246億『ラビトン-rabbit on-』（2019年3月27日 - 31日、下北沢・駅前劇場）

アニメ
- 越後幕府（2022年、NST新潟総合テレビ） - 軒猿 役

ラジオ
- JAMPOP（FMヨコハマ：2023年12月 - ）[3]

## 楽曲提供
アーティスト
- MATSURI - 最低にして最高の道（詩人・高村光太郎の詩にメロディをつけた楽曲。YouTube限定で公開）
- 超新星(SUPER NOVA) - Sunrise（mini ALBUM『HEAVEN』[5]挿入曲）